# Seine-Scheldeverbinding

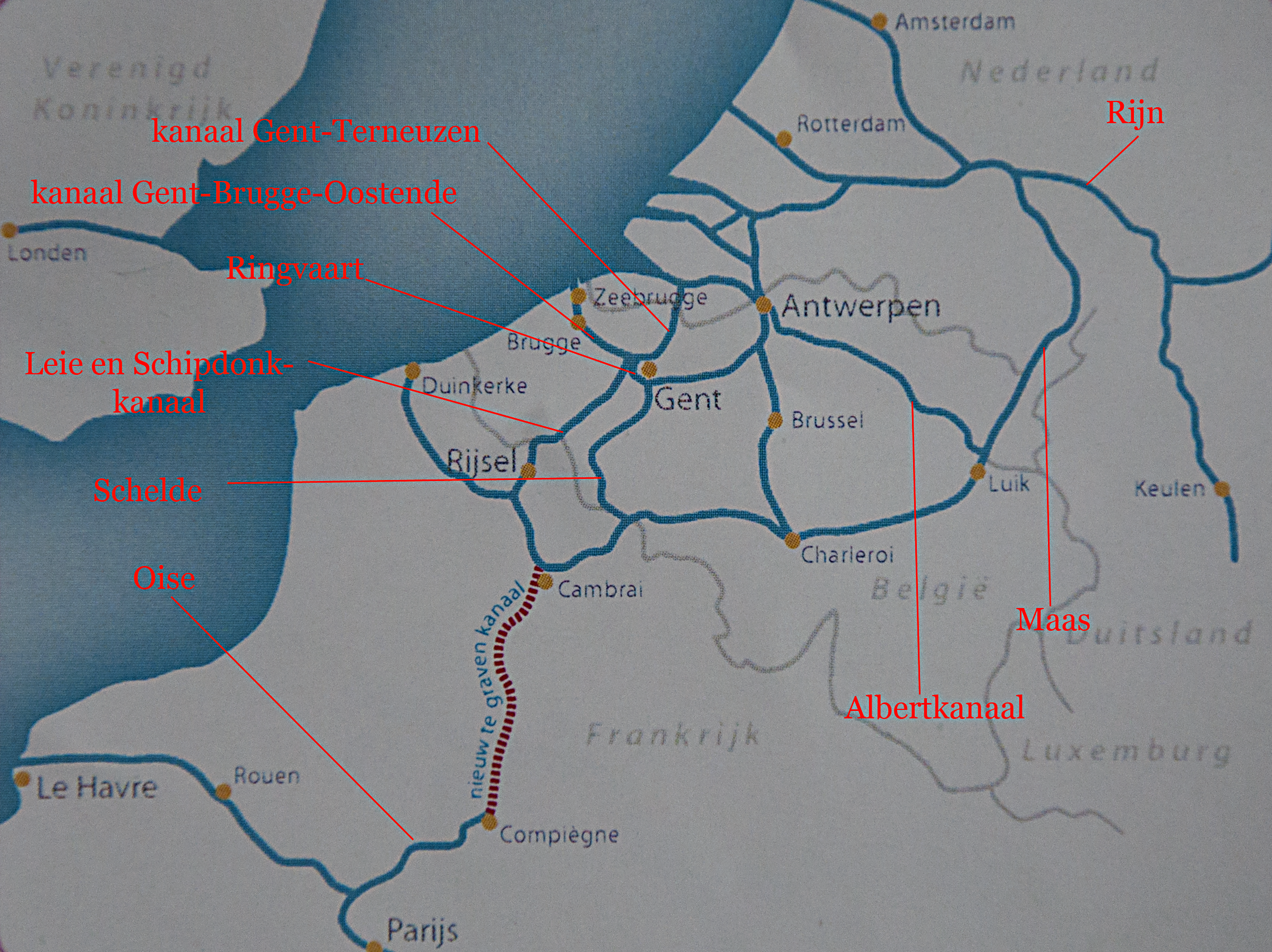
Kaart van het project

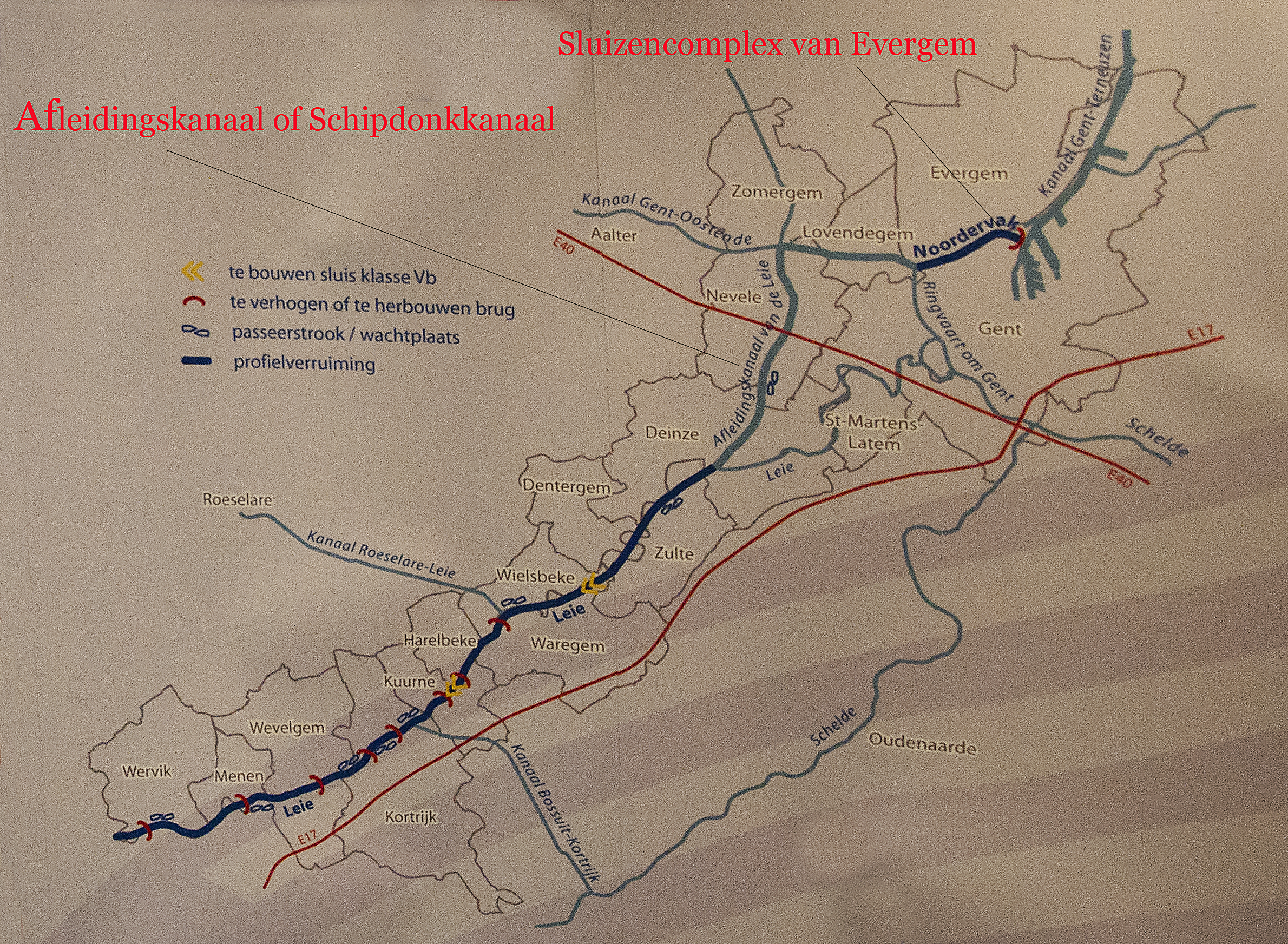
Kaart van het traject langs de Leie in Vlaanderen

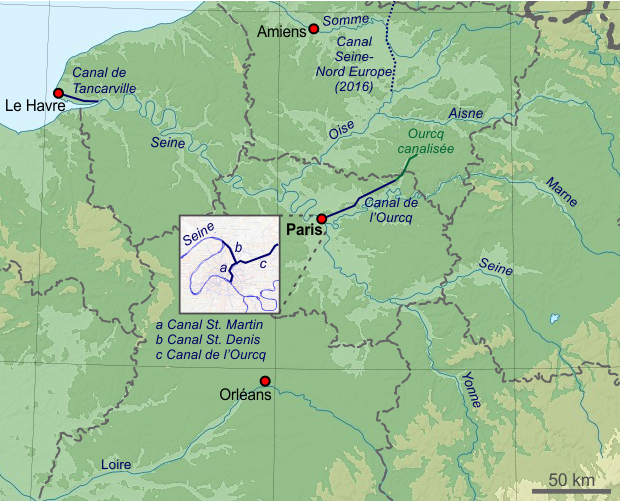
Rivieren en kanalen in Noord-Frankrijk. De Oise stroomt ten noorden van Parijs, en het nieuwe kanaal takt daar niet ver van de samenloop met de Aisne op aan.

De Seine-Scheldeverbinding is een groot Europees TEN-T project dat deels in uitvoering is. Het project wil zeven Europese havens met elkaar verbinden via bestaande te verbeteren waterwegen en een nog te graven kanaal: Rotterdam in Nederland, Antwerpen, Gent en Zeebrugge in België, en Le Havre, Rouen en Duinkerke in Frankrijk. De initiële timing voorzag dat dit project de industriële regio's van de Seine met die rond de Schelde bereikbaar zou maken voor binnenschepen tot 4400 ton tegen 2017.
De werken aan het nieuwe Kanaal Seine-Noord Europa, een belangrijk deel van de Seine-Scheldeverbinding, zouden voorzien zijn voor oplevering in 2028.

## Werken
Het belangrijkste onderdeel is een nog te graven kanaal  Kanaal Seine - Noord met een lengte van 106 kilometer dat de Oise in Compiègne zal verbinden met het bestaande kanaal Duinkerke-Scheldein Aubencheul-au-Bac in de buurt van Cambrai. In België wordt de Schelde en Antwerpen bereikt via enerzijds een westelijke route langs de Leie en anderzijds een oostelijke route langs onder meer het Centrumkanaal.
Verdere vertakkingen van het te realiseren netwerk zijn het Schipdonkkanaal, het Kanaal Gent-Brugge, de Gentse Ringvaart en het Kanaal Gent-Terneuzen. Het nieuwe Sluizencomplex van Evergem is ook een belangrijke schakel om schepen van die tonnenmaat via de Westerschelde een directe toegang te geven tot de Belgische binnenwateren. Op het traject in België moeten negen bruggen worden herbouwd of verhoogd.

### Het Schipdonkkanaal en de Leie
Op het Schipdonkkanaal zijn hiervoor een aantal bochtverbredingen nodig en de aanleg van 230 meter lange passeerstroken. In Nevele zijn acht verbredingen nodig om schepen met een lengte van 185 m toe te laten. In de rechte trajecten is de wateroppervlaktebreedte van 50,7 meter voldoende. In de bochten zal het meestal volstaan om één zijde van het kanaal aan te passen. Men creëert eerst een verticale oever en baggert die zijde dieper uit waardoor de bocht breder wordt. Ook het profiel van de Leie zal worden verruimd.

## Geografische gegevens van het project

### Projectonderdelen in Frankrijk
- Aanleg van het 106 km lange en 54 meter brede nieuwe Kanaal Seine-Noord Europa met 7 sluizen, aanlegkaaien en waterbekkens
- Binnensluizen aan de landzijde van Port 2000 in Le Havre
- Verdieping van de Oise tussen Conflans en Compiègne, heraanleg van de brug bij Mours en modernisering van de dammen
- Verhogen van de doorvaarthoogte of herbouwen van bruggen op het traject in Nord-Pas-de-Calais en herijking van het waterniveau van de Deulekanaal en de Schelde
- Ontdubbelen van de sluizen in Quesnoy-sur-Deûle met een sluis van klasse Vb1 en het traject van de Leie aanpassen voor doorvaart met CEMT-klasse Vb
- Terug bevaarbaar maken door baggeren van het kanaal Pommerœul-Condé

### Projectonderdelen in België
- Verdieping van de Leie, ontwikkeling van het Afleidingskanaal van de Leie, het Kanaal Gent-Brugge en de Ringvaart van Gent voor CEMT-klasse Vb voor de westelijke route van de Seine-Scheldeverbinding
- Verbreding van de kanalen: Kanaal Gent-Brugge, Ringvaart van Brugge, Kanaal Brugge-Oostende en het Boudewijnkanaal tussen Gent en de havens van Zeebrugge en Oostende tot klasse Vb
- Terug bevaarbaar maken door baggeren van het Kanaal Pommerœul-Condé
- Op de Bovenschelde de modernisering van de dammen en de vergroting van het knelpunt van de Pont des Trous in Doornik
- Bouw van een nieuwe sluis in Pommerœul
- Verbreding van het Kanaal Nimy-Blaton-Péronnes, aanpassingen aan een aantal sluizen van het Centrumkanaal met de Scheepslift van Strépy-Thieu die de oostelijke route van de Seine-Scheldeverbinding langs de Samber, de haven van Charleroi, het Kanaal Charleroi-Brussel met het Hellend vlak van Ronquières naar de Haven van Brussel en het Zeekanaal Brussel-Schelde naar de Haven van Antwerpen mogelijk maken.

## Voetnoten
1. ↑  Frankrijk trekt portefeuille voor Seine-Scheldeverbinding; voorbereidingen in volle gang, omroepzeeland.nl, 8 augustus 2018
2. ↑  Half miljard euro subsidie voor volgende fase Seine-Schelde. Flows. Geraadpleegd op 8 maart 2025.